# Gerhard Hund
Gerhard Friedrich Hund (* 4. Februar 1932 in Leipzig; † 21. Juni 2024 in Freiburg im Breisgau) war ein deutscher Schachspieler, ‑funktionär und -journalist sowie Computerpionier. Er war von Beruf Mathematiker und Informatiker.

## Leben
Gerhard Hund war der älteste Sohn des Physikers Friedrich Hund (1896–1997) und der Mathematikerin Ingeborg Seynsche (1905–1994). Er wurde am Geburtstag seines Vaters 1932 in Leipzig geboren. Hund besuchte ab 1942 die Thomasschule zu Leipzig, das Domgymnasium Naumburg und das Humanistische Gymnasium in Jena, das er 1950 mit dem Abitur abschloss. Mathematik und Physik studierte er an der Friedrich-Schiller-Universität in Jena (1950–1951) und anschließend in Frankfurt am Main mit Abschluss als Diplom-Mathematiker im Sommer 1955.
Nach dem Abschluss seines Studiums war er bei Alwin Walther als Wissenschaftlicher Mitarbeiter am Institut für Praktische Mathematik (IPM) der Technischen Hochschule Darmstadt tätig, wo er einen Lehrauftrag zum Thema Programmieren für elektronische Rechenautomaten erhielt.
Von 1961 bis 1995 war er Leitender Angestellter der Bayer AG in Leverkusen, wo er ab 1974 Prokurist und später Hauptbevollmächtigter war. Als Fachbereichsleiter oblag ihm in der Informatik die Systementwicklung für Zentralbereiche. Es handelte sich um Systeme der Wirtschaftsinformatik, wie Gewinn- und Verlustrechnung, Kostenträgerrechnung (mithilfe selbst entwickelter mathematischer Verfahren), Kosten- und Leistungsrechnung, Informationssysteme für Unternehmensführung, Controlling, Ingenieurwesen, Einkauf, Finanzwesen und Rechnungswesen sowie Anwendung mathematischer Methoden zur Prüfung von Warenzeichen und für die Pharmaforschung. Der Bayer-Konzernabschluss mithilfe eines weltweit verbundenen Computernetzwerkes und neuartiger Techniken war seinerzeit weltweit führend.

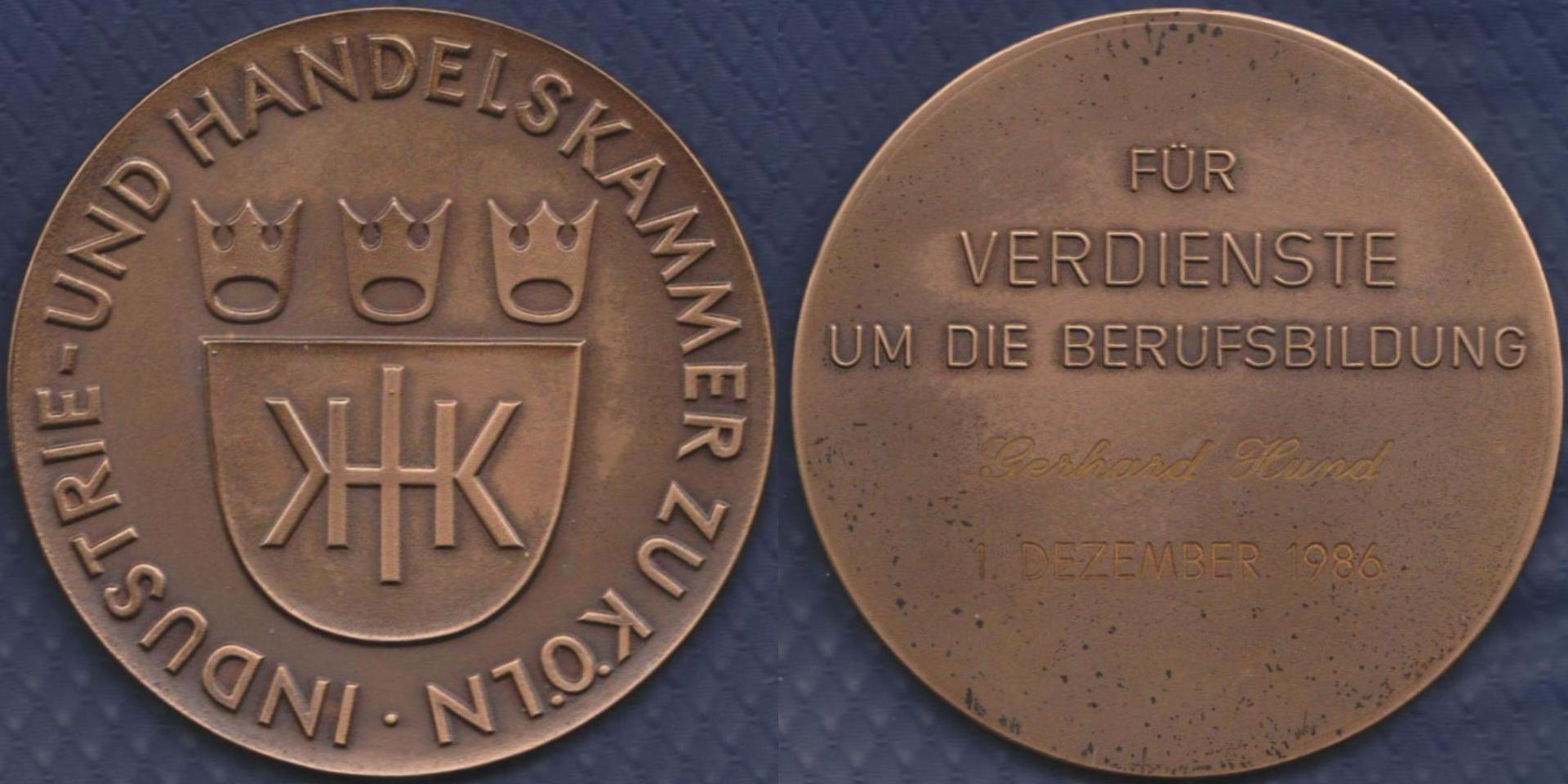
Medaille der IHK zu Köln

Für sein Engagement für die Jugend wurde Hund von der Industrie- und Handelskammer zu Köln mehrfach ausgezeichnet. Ab 1963 war er 40 Jahre Mitglied unterschiedlicher Prüfungsausschüsse in Ludwigshafen, Solingen und Köln, unter anderem für die Berufe Mathematisch-Technischer Assistent, Datenverarbeitungskaufmann und Organisationsprogrammierer. Er beteiligte sich maßgeblich an der Entwicklung neuer Berufe der Informatik und Datenverarbeitung; außerdem unterrichtete er mathematisch-technische Assistenten der Bayer AG.
Nach 40 Jahren Bergisch Neukirchen und fünf Jahren Odelzhausen war seit August 2012 Freiburg im Breisgau seine Heimat. Dort starb er im Juni 2024 im Alter von 92 Jahren.

## Schach

Gerhard Hund und Wilhelm Rautenberg beim Länderkampf Hessen – NRW 1960

Hund spielte seit 1948 Schach, nahm an den Deutschen Jugendeinzelmeisterschaften 1949 in Bad Klosterlausnitz (damalige Sowjetische Besatzungszone) und an der Hessenmeisterschaft 1955 in Königstein im Taunus teil (Siege u. a. gegen Walter Jäger und Egon Joppen). Er gewann die Frankfurter Stadtmeisterschaft 1956 vor Werner Kunerth und Paul Heuäcker. Bei der Hessenmeisterschaft 1960 kam er punktgleich mit dem Deutschen Jugendmeister 1948, Heinz Marcus, auf den geteilten ersten Platz vor Paul Heuäcker und Wolfgang Heidenfeld. Beim Süddeutschen Ländertreffen (Bayern, Hessen, Pfalz, Württemberg) im Herbst 1960 in Darmstadt spielte er am ersten Brett für Hessen (Gewinn gegen Karl Gilg). 1960/61 war er Hessischer Pokalmeister.
Ab 1961 spielte Hund im Schachverband Mittelrhein, lernte 1963 den Porzer Schachmäzen Wilfried Hilgert kennen und wurde 1964 Vizemeister mit der SG Porz (Mannschaft u. a. mit Johannes Eising, Helmut Pfleger und Paul Tröger) bei der Deutschen Mannschaftsmeisterschaft in Solingen. Er war mehrmals Zweiter bei den Mittelrhein-Meisterschaften und nahm 1974 an der Deutschen Einzelmeisterschaft in Menden (Sauerland) teil.
Mehr als 20 Jahre später spielte er bei den Schachweltmeisterschaft der Senioren 1995 in Bad Liebenzell (7 aus 11), 1996 in Bad Liebenzell, 1997 in Bad Wildbad, 1998 in Grieskirchen und 1999 in Gladenbach. Bei der Deutschen Senioren-Schachmeisterschaft 1995 in Oldenburg wurde er Blitzmeister. Beim 6. Thüringer Familien-Schachturnier 1997 in Erfurt gewann er gemeinsam mit seiner Ehefrau Juliane die Mannschaftswertung.
1962 hatte Hund eine Ingo-Zahl von 52, was einer DWZ von 2424 entspricht. 50 Jahre später erreichte er im Mai 2012 seine höchste Elo-Zahl von 2152. Auch als Senior war Hund noch aktiver Schachspieler (beim SK Mering) und insbesondere international bekannter Schachjournalist. Bis 2005 war er für den Internetauftritt der Deutschen Schachjugend verantwortlich. Er betrieb die Website teleschach.de mit aktuellen Berichten aus der Schachwelt, wobei er etwa über die Schachweltmeisterschaft der Senioren 1996 in Bad Liebenzell, an der er teilnahm, als Einziger live im Internet berichtete.
Ab 1970 besuchte Hund viele Schacholympiaden, zuletzt die Schacholympiade 2008 in Dresden, als Vertreter der Presse.
Ab 1948 war er in Schachvereinen der Städte Jena, Frankfurt am Main (Schachfreunde, Heddernheim, Königsspringer), Darmstadt, Opladen, Porz und Leverkusen Mitglied. Für den Schachklub Mering spielt er seit 2008 und für den SK Freiburg-Zähringen 1887 ab 2012. In diesen mehr als 65 Jahren übte er unterschiedlichste Tätigkeiten als Schachfunktionär aus: Mannschaftsführer, Turnierleiter, DWZ-Referent, Vereinsvorsitzender (30 Jahre beim SV Opladen 1922 e. V.), Internet-Beauftragter und 2. Vorsitzender des Schachbezirkes Rhein-Wupper und des Schachverbandes Mittelrhein.
„Für seinen langjährigen und erfolgreichen Einsatz“ erhielt er am 11. Mai 2002 die Ehrenurkunde des Deutschen Schachbundes. Am 25. Mai 2002 ehrte ihn die Deutsche Schachjugend mit der silbernen Ehrennadel. Im selben Jahr wurde er Ehrenmitglied des Schachbezirks Rhein-Wupper. Am 23. März 2003 folgte die goldene Ehrennadel des Schachverbandes Mittelrhein und ebenfalls die goldene Ehrennadel des Deutschen Fernschachbundes (BdF) am 14. Juni 2003. Seine Fernschach-Elozahl beträgt 2158. Sie erhielt er durch Teilnahme an Europameisterschaftsturnieren 1996 (3. Platz) und 1997 (9. Platz). Seine nationale Wertungszahl des BdF war FWZ = 2104.

## Familie
Aus Hunds Ehe mit der Schachspielerin Juliane Hund (geb. Meyer; 1928–1999) gingen vier Töchter hervor: Neben der früheren DSJ-Referentin für Mädchenschach Susanne (* 1958), die an mehr als 25 Turnieren der DSAM und am 24. September 2022 bei Der Quiz-Champion des ZDF teilnahm, sind dies die Schachspielerinnen Barbara (* 1959), Isabel (* 1962) und Dorothee (* 1966). Seine Enkelin Sarah Hund (* 1998) ist ebenfalls eine starke Schachspielerin.
Im Juni 1985 spielten seine vier Töchter bei einem Simultanspiel im Spiegel-Verlag in Hamburg gegen Garri Kasparow.
Am 21. Juni 2024 verstarb Gerhard Hund im Alter von 92 Jahren in Freiburg im Breisgau.

## Computernetze, Internet, Wikipedia

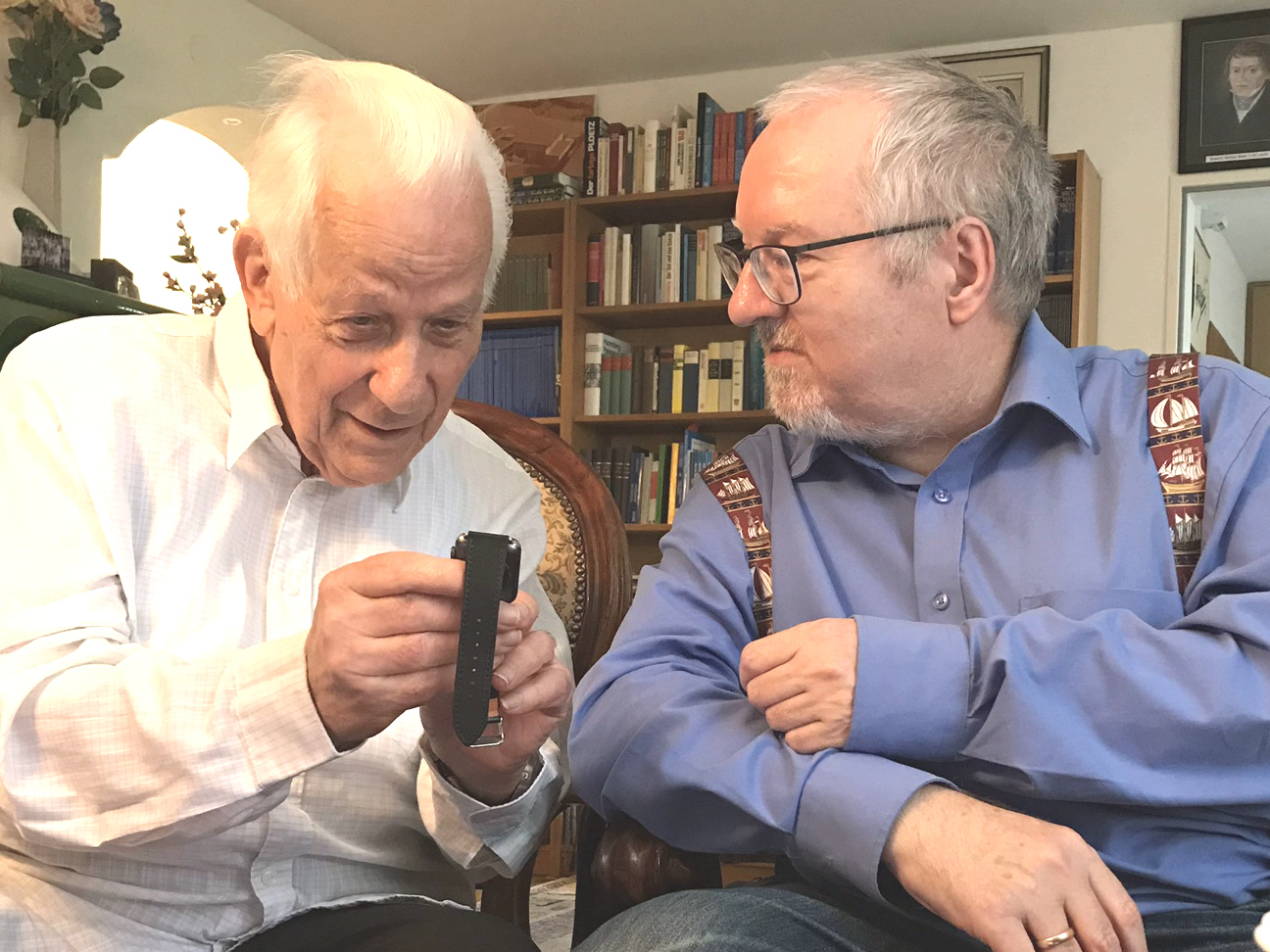
Gerhard Hund (links) mit Ingo Althöfer, 2019

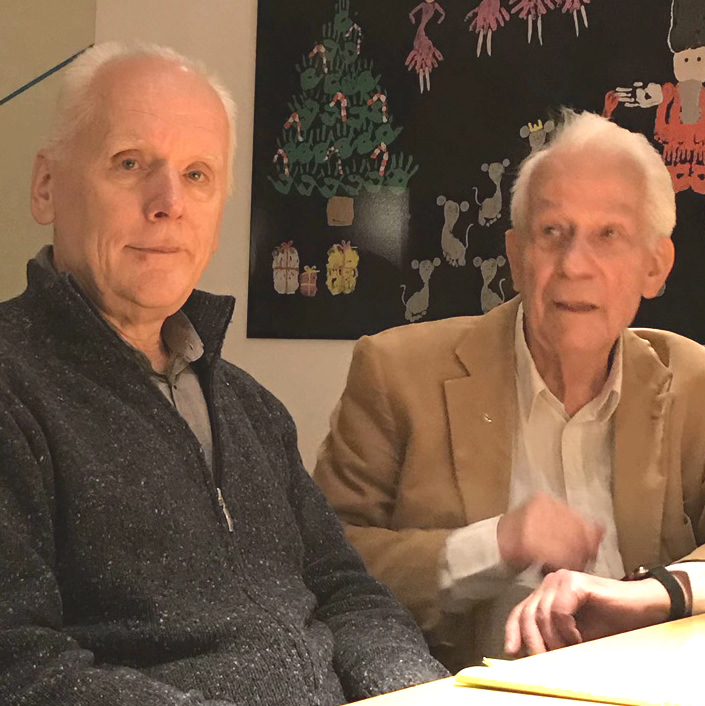
Klaus Scharff und Gerhard Hund (rechts) diskutieren über Künstliche Intelligenz, 2019

Hund war einer der Pioniere der weltweiten Computernetze. Bereits während seiner Tätigkeit in der Bayer AG, lange bevor das Internet für die Öffentlichkeit zugänglich wurde, sorgte er ab Mitte der 1960er Jahre leitend für den Aufbau der Datenfernübertragung, wodurch unter anderem mithilfe eines Computernetzwerkes zwischen der Konzernzentrale in Leverkusen und den Bayer-Tochtergesellschaften weltweite Informationssysteme realisiert wurden.
Ab Frühjahr 1995, nach seiner Pensionierung, betrieb er das Schachforum der Internetpräsenz CyberCity Köln und veranstaltete 1996 die 1. TeleSchach-Meisterschaft der CyberCity. Die ersten Vorbereitungen hierzu traf er im Herbst 1995, wobei er 1995/96 mit Fernschachexweltmeister Fritz Baumbach über E-Mail-Turniere diskutierte. Der Bund Deutscher Fernschachfreunde wollte damals jedoch noch keine E-Mail-Turniere veranstalten, und auch ChessBase bot erst später auf einem Schachserver Online-Turniere an.
Er wurde mehrmals von Claus Spahn, den er bei den Dortmunder Schachtagen kennengelernt hatte, in das Fernsehstudio des WDR eingeladen, um bei der Sendung Schach der Großmeister zu helfen. Als diese Sendung 1997 erstmals live im Internet übertragen wurde, war er zusammen mit seiner Tochter Barbara, die einen Chat betreute, im Fernsehstudio aktiv. Er erstellte darüber einen Bericht auf TeleSchach. Dort kann ein Video zur Sendung abgerufen werden.
Von März 1997 bis Sommer 2005 betreute Gerhard Hund die offiziellen Webseiten der Deutschen Schachjugend im Deutschen Schachbund. Seit 1998 berichtete Hund, noch bevor der Deutsche Schachbund mit einer eigenen Berichterstattung im Internet begann, tagesaktuell und live mit Berichten, Bildmaterial und Analysen über die Schachbundesliga. Für die Berichterstattung benutzte er einen Laptop mit angeschlossenem Handy, um seine Dateien noch während der laufenden Partien auf die Server zu senden.
Unter dem Benutzernamen „GFHund“ beteiligte er sich vom 30. Juli 2006 bis zum 22. November 2023 (letzte Bearbeitung) aktiv an der Wikipedia. Der Schwerpunkt seiner Mitarbeit lag dabei großen Teils auf den Gebieten Geschichte, Mathematik, Physik und Schach. Hund initiierte als Hauptautor mehr als 220 enzyklopädische Artikel und stellte via Wikimedia Commons mehr als 3000 Bilder zur Verfügung, unter anderem zahlreiche Dokumente und Fotos aus dem Nachlass Friedrich Hunds, die auf diese Weise dauerhaft der Öffentlichkeit zugänglich gemacht wurden.

## Schriften
- Maßstäbe zur Beurteilung der Leistungsfähigkeit elektronischer Rechenautomaten. In: Wirtschaftliche Verwaltung. Mitteilungen zur persönlichen Information. Bd. 4, Juni, 1958, ISSN 0508-8674, S. 3–7 und August S. 3–10.
- Strukturerkennen und lernende Maschinen. Elektronische Rechenanlagen, Heft 3, August 1959, S. 111. Zeitschrift für Technik und Anwendung der Nachrichtenverarbeitung in Wissenschaft, Wirtschaft und Verwaltung. R. Oldenbourg München und Wien, 1959.
- mit H. Schappert: Programmieren für IBM 650, Vorlesung und Praktikum 1959. Institut für Praktische Mathematik, TH Darmstadt, Sommersemester 1959.
- Buchbesprechungen. z. B. in: VDI-Zeitschrift. Jg. 101, Nr. 27, 1959, ISSN 0372-543X, S. 1297.
- mit Wolfgang Möhlen: Bericht über die britischen Rechenanlagen. In: Blätter der Deutschen Gesellschaft für Versicherungsmathematik. Bd. 4, H. 4, April 1960, ISSN 0012-0200, S. 454–461.[38]
- mit Günther Kern, Egon Rissmann: Gynäkologische Krebsfrühdiagnostik mit Hilfe der Cytologie. In: Archiv für Gynäkologie. Bd. 199, Nr. 5, 1964, ISSN 0932-0067, S. 502–525, doi:10.1007/BF00669777.
- mit Günther Kern, Egon Rissmann: Die Leistungsfähigkeit der Kolposkopie der Frühdiagnostik des Collumcarcinoms. In: Archiv für Gynäkologie. Bd. 199, Nr. 5, 1964, S. 526–539, doi:10.1007/BF00669778.
- mit H. Fink: Probitanalyse mittels programmgesteuerter Rechenanlagen. In: Arzneimittel-Forschung. Bd. 15, 1965, ISSN 0004-4172, S. 624–630.
- mit H. Fink und D. Meysing: Vergleich biologischer Wirkungen mittels programmierter Probitanalyse. In: Methodik der Information in der Medizin. Bd. 5, Nr. 1, ISSN 0026-1270, S. 19–25.
- FORTRAN-Fachwörterbuch. In: Blätter der Deutschen Gesellschaft für Versicherungsmathematik. Bd. 8, H. 3, Oktober 1967, S. 499–520.
- mit W. Barthel und M. Wolf-Litt: Datenverarbeitungskaufmann. Blätter zur Berufskunde, Band 1, Herausgegeben von der Bundesanstalt für Arbeit, Nürnberg, in Zusammenarbeit mit dem Deutschen Gewerkschaftsbund, Düsseldorf. 1 – IX A 303. Bertelsmann Verlag Bielefeld, 1. Auflage 1973, Nr. 12.90.252.164 E, 15 Seiten.
- mit Theodor Dimmling: Vergleich von zwei Ampicillin-Saftzubereitungen. In: Medizinische Klinik. Bd. 69, April 1974, ISSN 0025-8458, S. 642–645, PMID 4837276.[39]
- Entwicklungssprünge der künstlichen Intelligenz (seit den 1920er Jahren).[40]
- Physikalische Erklärung der Wechselwirkungen zwischen den Natürlichen (Weltformel).[41]
- Warnung vor Betrug (u.a. EURO MILLIONS, ABN-AMRO Bank London, Deutsche&Spanish Euro System).[42]
- Klimawandel und Coronakrise.[43]